# Rifargia moha
Rifargia moha är en fjärilsart som beskrevs av Paul Dognin 1897. Rifargia moha ingår i släktet Rifargia och familjen tandspinnare. Inga underarter finns listade.